# Wybory prezydenckie w Irlandii w 2018 roku
Wybory prezydenckie w Irlandii w 2018 roku odbyły się 26 października 2018. W ich wyniku Irlandczycy wybrali głowę państwa na okres siedmioletniej kadencji. Wybory, w których wystartowało sześć osób, zakończyły się zwycięstwem ubiegającego się o reelekcję prezydenta Michaela D. Higginsa.

## Kandydaci
- Peter Casey – niezależny, przedsiębiorca, nominowany przez władze samorządu terytorialnego[1]
- Gavin Duffy – niezależny, przedsiębiorca, nominowany przez władze samorządu terytorialnego[1]
- Joan Freeman – niezależna, psycholog i senator, nominowana przez władze samorządu terytorialnego[1]
- Seán Gallagher – niezależny, przedsiębiorca, nominowany przez władze samorządu terytorialnego[1]
- Michael D. Higgins – niezależny z poparciem Fine Gael, Fianna Fáil i Partii Pracy[1], urzędujący prezydent nominujący się do kandydowania na drugą kadencję
- Liadh Ní Riada – eurodeputowana Sinn Féin[1], nominowana przez członków parlamentu

## Wyniki wyborów
| Kandydat           | Głosy   | %     |
| ------------------ | ------- | ----- |
| Michael D. Higgins | 822 566 | 55,81 |
| Peter Casey        | 265 196 | 23,25 |
| Seán Gallagher     | 94 514  | 6,41  |
| Liadh Ní Riada     | 93 987  | 6,38  |
| Joan Freeman       | 87 908  | 5,96  |
| Gavin Duffy        | 32 198  | 2,18  |

Frekwencja wyborcza wyniosła 43,87%. Michael D. Higgins został wybrany na prezydenta w pierwszej turze liczenia głosów.